# Solvita Āboltiņa
Solvita Āboltiņa, geborene Mellupe (* 19. Februar 1963 in Riga), ist eine lettische Rechtsanwältin und Politikerin. Von 2004 bis 2006 war sie Justizministerin ihres Landes, von 2010 bis 2014 Präsidentin der Saeima, von 2014 bis 2016 Vorsitzende der Partei Vienotība.

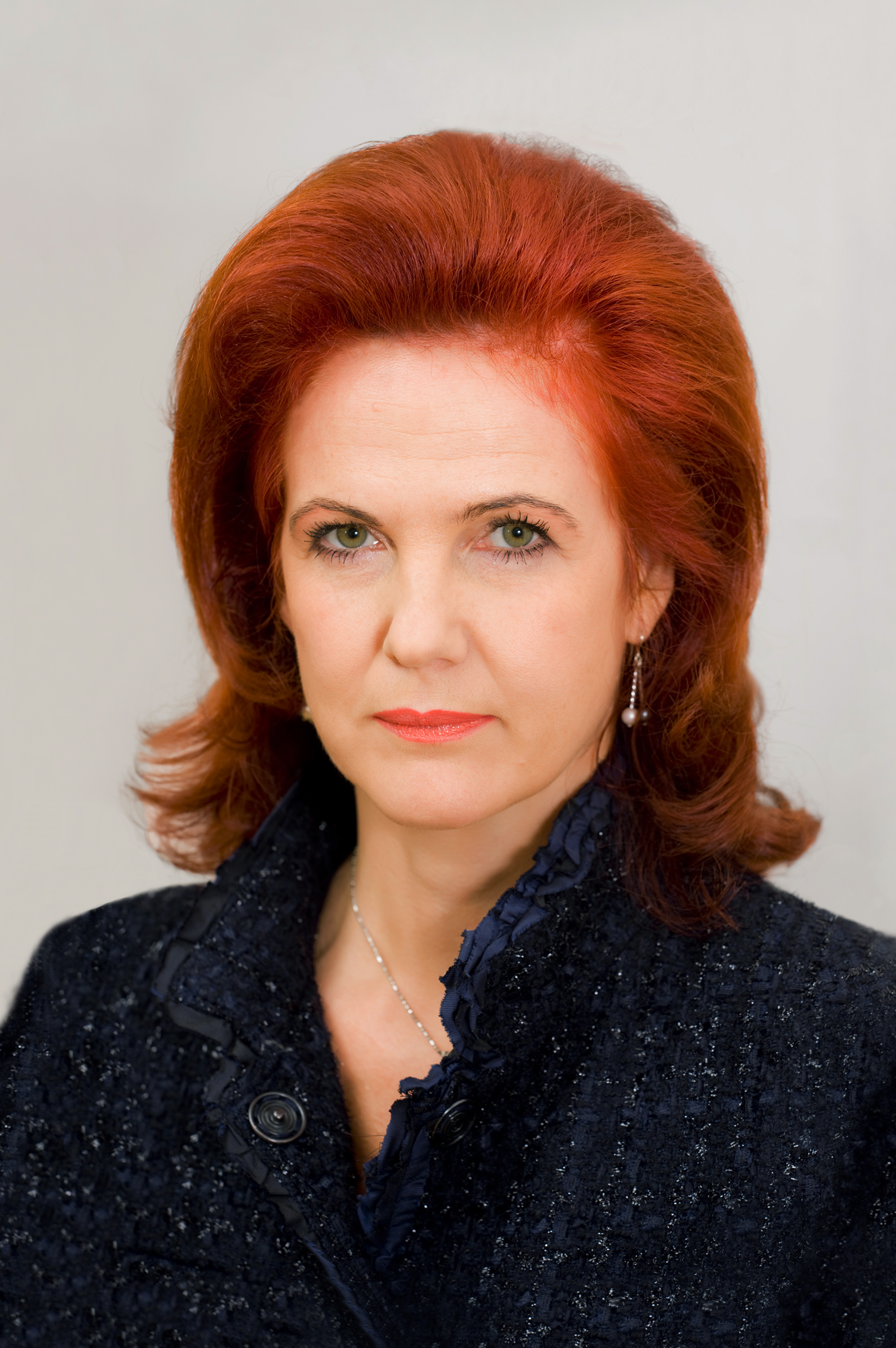
Solvita Āboltiņa (2010)

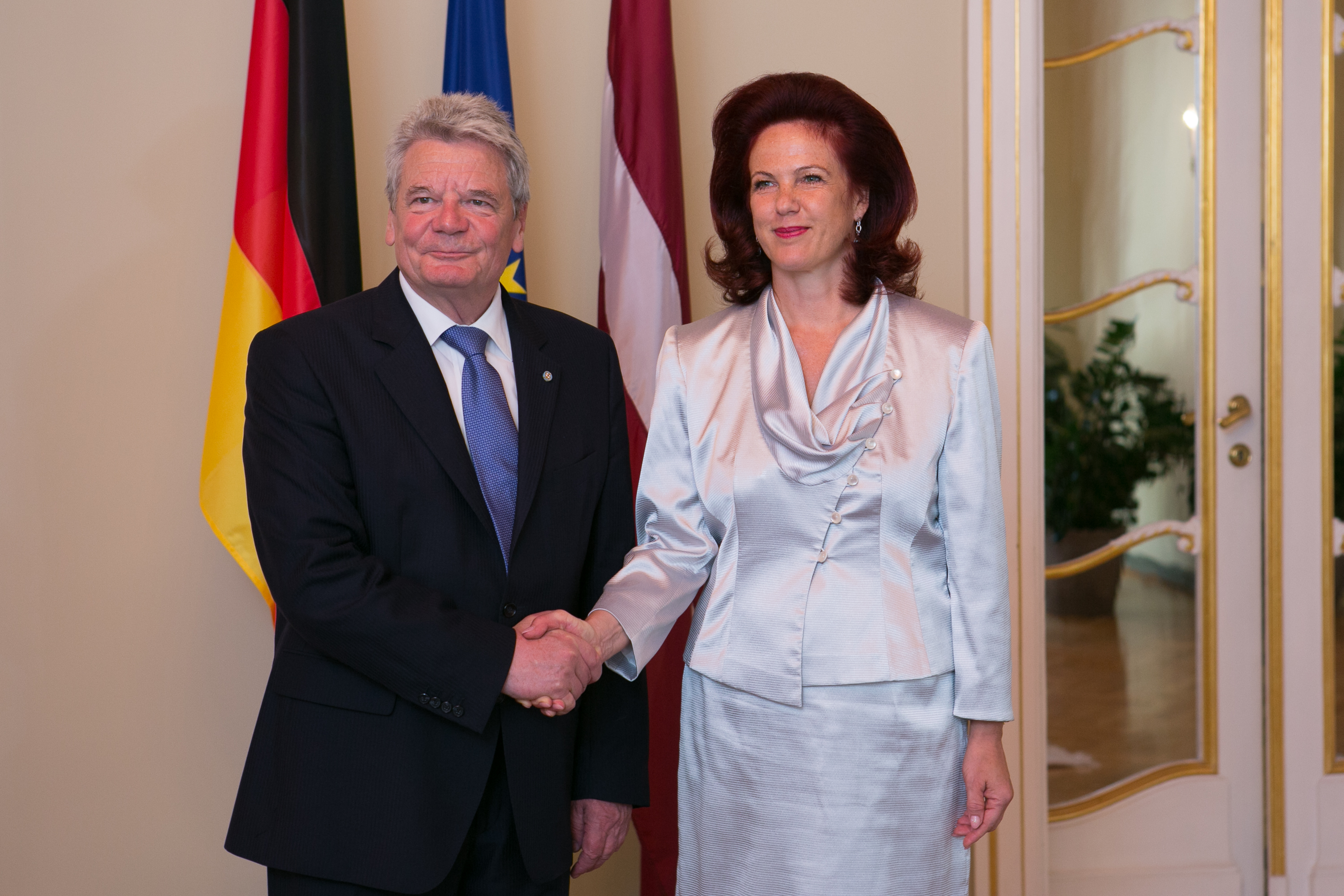
Solvita Āboltiņa mit dem deutschen Bundespräsidenten Joachim Gauck

## Leben
Solvita Āboltiņa ist Absolventin der Juristischen Fakultät der Universität Lettlands in Riga. Sie arbeitete im Außenministerium der Republik Lettland und wurde dort unter anderem Leiterin der Abteilung für konsularische Angelegenheiten.
Im Jahr 2002 gehörte sie zu den Gründern der Partei Neue Ära (Jaunais Laiks) und leitete eine Arbeitsgruppe, die sich mit den Rahmenbedingungen zur Bekämpfung der Korruption beschäftigte. Für ihre Partei saß Āboltiņa von 2000 bis 2002 im lettischen Parlament, der Saeima, wo sie als Vorsitzende des Rechtsausschusses amtierte. Am 2. Dezember 2004 wurde sie Justizministerin im Kabinett Kalvītis I und blieb dies bis zum 7. April 2006, als ihre Partei die Regierungskoalition verließ.
Bei den Wahlen zur 9. Saeima 2006 wurde Solvita Āboltiņa erneut ins Parlament gewählt, sie wurde Mitglied im Europa- und im Rechtsausschuss und zur Vize-Präsidentin der Saeima gewählt. Im Frühjahr 2008 löste sie Einars Repše als Parteivorsitzende von Jaunais laiks ab. 2010 gewann sie bei den Wahlen zur 10. Saeima ein Mandat für das Parteienbündnis Vienotība. Am 2. November 2010 wählten die Abgeordneten sie zur Parlaments-Vorsitzenden. Dieses Amt bekleidete sie auch in der 11. Saeima. Sie gilt als eine der Personen, die den Rücktritt des Kabinetts von Laimdota Straujuma im Dezember 2015 bewirkt haben. Ende 2017 wurde sie aus ihrer Partei ausgeschlossen, legte ihr Parlamentsmandat nieder und wechselte in den diplomatischen Dienst. Seit dem 31. Juli 2018 ist sie Leiterin der Lettischen Botschaft in Italien.
Āboltiņa gehört zu den 89 Personen aus der Europäischen Union, gegen die Russland im Mai 2015 ein Einreiseverbot verhängt hat.
Solvita Āboltiņa spricht Lettisch, Russisch, Englisch und Deutsch. Sie ist verheiratet und hat 2 Kinder.